# Univerza v Göttingenu
Univerza v Göttingenu (nemško Georg-August-Universität Göttingen; tudi Georgia Augusta) je univerza v Göttingenu (Nemčija), ki jo je leta 1734 ustanovil Jurij II. Britanski, kralj Velike Britanije in elektor Hannovra.
Univerza je članica Coimbre, prestižne skupine evropskih univerz.

## Fakultete
- Fakulteta za agronomijo (Fakultät für Agrarwissenschaften), ustanovljena 1951
- Biološka fakulteta (Biologische Fakultät), ustanovljena 1996
- Fakulteta za kemijo (Fakultät für Chemie); od leta 1979 v okviru fakultete deluje Muzej göttingenske kemije
- Fakulteta za gozdarske znanosti in gozdno ekologijo (Fakultät für Forstwissenschaften und Waldökologie), ustanovljena 1974
- Fakulteta za vede o Zemlji in geografijo (Fakultät für Geowissenschaften und Geographie)
- Fakulteta za matematiko in informatiko (Fakultät für Mathematik und Informatik), ustanovljena 2008
- Fakulteta za fiziko (Fakultät für Physik)
- Pravna fakulteta (Juristische Fakultät), ustanovljena 1737
- Fakulteta za družbene vede (Sozialwissenschaftliche Fakultät), ustanovljena 1962
- Teološka fakulteta (Theologische Fakultät)
- Filozofska fakulteta (Philosophische Fakultät), ustanovljena 1737
- Medicinska fakulteta (Universitätsmedizin)